# Lageland
Lageland est un hameau situé dans la commune néerlandaise de Midden-Groningue, dans la province de Groningue.